# Francavilla di Sicilia
Francavilla di Sicilia es una localidad italiana de la provincia de Mesina, región de Sicilia, con 4.193 habitantes.

Ubicación de la ciudad de Francavilla di Sicilia dentro de la provincia de Mesina.

## Evolución demográfica
| Gráfica de evolución demográfica de Francavilla di Sicilia entre 1861 y 2001 |
|                                                                              |
| Fuente ISTAT - Elaboración gráfica por parte de Wikipedia                    |